# Albert I d'Alemanya
Albert I d'Alemanya (en alemany: Albrecht I) (juliol de 1255-1 de maig de 1308) va ser duc d'Àustria i Estíria, i ascendí al tron d'Alemanya que va ocupar des de 1298 fins a la seva mort.
Fill del rei Rodolf I d'Habsburg, no va aconseguir succeir el seu pare al tron germànic. El 1298 va aconseguir derrotar en batalla al nou rei, Adolf d'Alemanya, i es proclamà rei d'Alemanya. Va fracassar en el seu intent de convertir la monarquia en hereditària, però va reforçar els territoris patrimonials dels Habsburg.

## Biografia
Va néixer el juliol de 1255, fill del rei Rodolf I d'Alemanya i la seva esposa Gertrudis de Hohenburg. El 1282, amb 27 anys, el seu pare li va confiar el govern dels ducats d'Àustria i Estíria, conjuntament amb el seu germà petit de set, Rodolf II. A partir de l'any següent se li van donar els ducats en solitari.
Els intents del seu pare de convertir la monarquia germana en hereditària no van fructificar. A la seva mort el 1291, els prínceps del regne van escollir com a rei a Adolf de Nassau-Weilburg, temerosos que Albert acumulés massa poder. Albert es va veure forçat a reconèixer la legitimitat del seu rival, ja que una rebel·lió entre els seus vassalls suaus li va impedir plantar cara a l'elecció.
Albert es va limitar al govern dels extensos territoris dels Habsburg, però no va renunciar a les seves aspiracions al tron. El 1298, un grup de prínceps descontents amb el govern d'Adolf el va nomenar rei. Els exèrcits dels dos reis rivals es van trobar a Göllheim, a prop de Worms, i en la batalla Adolf fou mort. Després d'aconseguir el suport dels principals líders de la part opositora a canvi de promeses, va ser escollit rei a Frankfurt el 27 de juliol de 1298 i coronat a Aquisgrà el 24 d'agost del mateix any.
Albert va intentar que l'Imperi recuperés un paper protagonista a Europa. Va firmar un tractat amb Felip IV de França, i després de llargues negociacions va aconseguir que el 1303 el papa Bonifaci VIII el reconegués com a rei a canvi de reconèixer l'autoritat papal a l'hora de coronar emperadors.
Va fracassar en els seus intents d'incorporar Holanda i Zelanda a l'imperi a la mort del comte Joan I el 1299, però el 1306 va aconseguir assegurar la corona de Bohèmia pel seu fill Rodolf després de la mort de Venceslau III. El 1307 va ser derrotat en una incursió a Turíngia, i la mort del seu fill Rodolf el mateix any van acabar amb les seves pretensions a Bohèmia.
L'1 de maig de 1308, mentre es dirigia a Suàbia per aplacar una revolta, va ser assassinat a la vila de Windisch pel seu nebot Joan de Suàbia, anomenat el parricida des d'aleshores. Albert havia privat a Joan de la seva herència.

## Família

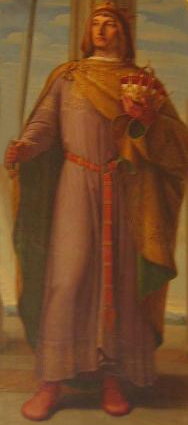
Pintura d'Albert I

### Avantpassats
|  |                               |  |  |  |  |  |  |  |  |  |  |  |  |  |  |  |
|  | 8. Rodolf II d'Habsburg       |  |  |  |  |  |  |  |  |  |  |  |  |  |  |  |
|  |                               |  |  |  |  |  |  |  |  |  |  |  |  |  |  |  |
|  |                               |  |  |  |  |  |  |  |  |  |  |  |  |  |  |  |
|  | 4. Albert IV d'Habsburg       |  |  |  |  |  |  |  |  |  |  |  |  |  |  |  |
|  |                               |  |  |  |  |  |  |  |  |  |  |  |  |  |  |  |
|  |                               |  |  |  |  |  |  |  |  |  |  |  |  |  |  |  |
|  | 9. Agnès de Staufen           |  |  |  |  |  |  |  |  |  |  |  |  |  |  |  |
|  |                               |  |  |  |  |  |  |  |  |  |  |  |  |  |  |  |
|  |                               |  |  |  |  |  |  |  |  |  |  |  |  |  |  |  |
|  | 2. Rodolf I d'Alemanya        |  |  |  |  |  |  |  |  |  |  |  |  |  |  |  |
|  |                               |  |  |  |  |  |  |  |  |  |  |  |  |  |  |  |
|  |                               |  |  |  |  |  |  |  |  |  |  |  |  |  |  |  |
|  | 10. Ulrich de Kiburg          |  |  |  |  |  |  |  |  |  |  |  |  |  |  |  |
|  |                               |  |  |  |  |  |  |  |  |  |  |  |  |  |  |  |
|  |                               |  |  |  |  |  |  |  |  |  |  |  |  |  |  |  |
|  | 5. Heilwig de Kiburg          |  |  |  |  |  |  |  |  |  |  |  |  |  |  |  |
|  |                               |  |  |  |  |  |  |  |  |  |  |  |  |  |  |  |
|  |                               |  |  |  |  |  |  |  |  |  |  |  |  |  |  |  |
|  | 11. Anna de Zähringen         |  |  |  |  |  |  |  |  |  |  |  |  |  |  |  |
|  |                               |  |  |  |  |  |  |  |  |  |  |  |  |  |  |  |
|  |                               |  |  |  |  |  |  |  |  |  |  |  |  |  |  |  |
|  | 1. Albert I d'Alemanya        |  |  |  |  |  |  |  |  |  |  |  |  |  |  |  |
|  |                               |  |  |  |  |  |  |  |  |  |  |  |  |  |  |  |
|  |                               |  |  |  |  |  |  |  |  |  |  |  |  |  |  |  |
|  | 12. Burckhard IV de Hohenburg |  |  |  |  |  |  |  |  |  |  |  |  |  |  |  |
|  |                               |  |  |  |  |  |  |  |  |  |  |  |  |  |  |  |
|  |                               |  |  |  |  |  |  |  |  |  |  |  |  |  |  |  |
|  | 6. Burckhard V de Hohenburg   |  |  |  |  |  |  |  |  |  |  |  |  |  |  |  |
|  |                               |  |  |  |  |  |  |  |  |  |  |  |  |  |  |  |
|  |                               |  |  |  |  |  |  |  |  |  |  |  |  |  |  |  |
|  | 3. Gertrudis de Hohenburg     |  |  |  |  |  |  |  |  |  |  |  |  |  |  |  |
|  |                               |  |  |  |  |  |  |  |  |  |  |  |  |  |  |  |
|  |                               |  |  |  |  |  |  |  |  |  |  |  |  |  |  |  |
|  | 14. Rodolf de Tüblingen       |  |  |  |  |  |  |  |  |  |  |  |  |  |  |  |
|  |                               |  |  |  |  |  |  |  |  |  |  |  |  |  |  |  |
|  |                               |  |  |  |  |  |  |  |  |  |  |  |  |  |  |  |
|  | 7. Mechtild de Tübingen       |  |  |  |  |  |  |  |  |  |  |  |  |  |  |  |
|  |                               |  |  |  |  |  |  |  |  |  |  |  |  |  |  |  |
|  |                               |  |  |  |  |  |  |  |  |  |  |  |  |  |  |  |

### Núpcies i descendents
El 20 de desembre de 1274 Albert es va casar amb Elisabet de Gorízia-Tirol, filla del comte Meinhard II i que afegia sang reial a la nissaga d'Habsburg, ja que descendia d'emperadors com Enric IV o Lotari II, i també era neta dels ducs de Baviera.
La parella tingué dotze fills:
1. Anna (v.1280-1327), esposaria en primeres núpcies el marcgravi Herman de Brandenburg-Salzwedel, i en segones núpcies el duc Enric VI de Breslau.
2. Agnès (1281-1364), esposaria el rei Andreu III d'Hongria.
3. Rodolf (v.1282-1307), es convertiria en rei de Bohèmia com a Rodolf I, però moriria abans que el seu pare sense descendència.
4. Frederic (1289-1330), dit el Bell, governaria el ducat d'Àustria com a Frederic I conjuntament amb el seu germà Leopold, i seria pretendent al tron alemany com a Frederic III.
5. Leopold (1290-1326), governaria el ducat d'Àustria com a Leopold I juntament amb el seu germà Frederic.
6. Elisabet (?-1353), esposaria el duc Frederic IV de Lorena.
7. Juta (?-1329), esposaria el comte Lluís V d'Öttingen.
8. Caterina (1295-1323), esposaria el duc Carles de Calàbria.
9. Albert (1298-1358), fora duc d'Àustria com a Albert II, juntament amb Otó.
10. Enric (1299-1327), moriria sense descendència.
11. Meinhard (1300-?), morí jove.
12. Otó (1301-1339), fora duc d'Àustria com a Otó IV, juntament amb Albert.